# Silverio Nieto Núñez
Silverio Nieto Núñez (Almendralejo, Extremadura, 1947), és un sacerdot catòlic, jutge, i antic policia espanyol. Ha estat docent de la Universitat Pontifícia de Comillas i director del Servei Jurídic Civil de la Conferència Episcopal Espanyola, de la que actualment forma part en la comissió d'Assumptes Jurídics.
Nieto formà part de la Marina mercant fins al 1968, i el 1971 oposità per entrar al Cos Nacional de Policia. Inicialment va treballar a la Comissaria de Ventas, i posteriorment com a radiotelegrafista a l'oficina d'Interpol a Madrid. Va fer oposicions per a ser jutge, amb un primer destí a Cebreros, i posteriorment com a magistrat del Tribunal Superior de Justicia de Madrid (TSJM), on fou tutor de Carlos Lesmes. El 1999 fou ordenat sacerdot, i des dels Servei Jurídic Civil de la Conferència Episcopal Espanyola participà, de manera coordinada amb el Vaticà, en la gestió dels casos d'abusos sexuals comesos per membres de l'Església catòlica. Amic del que fou Ministre del Interior, Jorge Fernández Díaz, i del que algunes fonts asseguren ser-ne el confessor, se l'ha considerat un personatge influent en àmbits policials i judicials espanyols.